# Selma Björnsdóttir
Selma Björnsdóttir, conosciuta anche solo come Selma (Reykjavík, 13 giugno 1974), è una cantante, attrice e ballerina islandese.
Selma ha raggiunto la fama internazionale con la sua partecipazione all'Eurovision Song Contest 1999 con la canzone All Out of Luck, che le ha fruttato il secondo posto. Il brano è incluso nel suo album di debutto I Am, certificato disco di platino in Islanda. La sua seconda partecipazione all'Eurovision nel 2005 con If I Had Your Love le ha fruttato meno successo, lasciandola nella semifinale. La discografia di Selma include due altri album da solista, Life Won't Wait e Alla leið til Texas, e due album in collaborazione con Hansa (nome d'arte di Jóhanna Vigdís Arnardóttir), Sögur af sviðinu e Sögur af konum.
Oltre alla carriera di cantante, Selma è un'attrice, regista, ballerina e coreografa affermata in Islanda, grazie alla sua partecipazione a numerosi musical eseguiti nei principali teatri islandesi. Selma ha lavorato anche come doppiatrice per numerosi personaggi di cartoni animati.

## Biografia
Nel 1999 ha partecipato e vinto al festival islandese All Out of Luck. Questa vittoria le ha permesso di partecipare all'Eurovision Song Contest 1999 come rappresentante dell'Islanda.
Ha partecipato anche all'Eurovision Song Contest 2005 come rappresentante dell'Islanda presentando il brano If I Had Your Love.
È sposata con l'attore islandese Rúnar Freyr Gíslason.

## Discografia
- 1999 - I Am
- 2000 - Life Won't Wait
- 2002 - Sögur af sviðinu (con Hansa)
- 2006 - Sögur af konum (con Hansa)
- 2010 - Alla leið til Texas